# Zhoř (Čechtice)
Zhoř je malá vesnice, část městyse Čechtice v okrese Benešov. Nachází se asi 4 km na západ od Čechtic. V roce 2009 zde bylo evidováno 19 adres.
Zhoř leží v katastrálním území Nakvasovice o výměře 9,56 km².

## Historie
První písemná zmínka o vesnici pochází z roku 1352.

## Pamětihodnosti
- Kostel Povýšení svatého Kříže